# Nils Ramm
Nils Ramm (n. 1 ianuarie 1903, Hedvig Eleonora parish⁠(d), comitatul Stockholm, Suedia – d. 8 noiembrie 1986, Linköping, Suedia) a fost un boxer ce a reprezentat Suedia, medaliat olimpic. A participat la o ediție a Jocurilor Olimpice (1928) în care a câștigat o medalie de argint.